# Копна (мера площади)
Копна́ — старорусская мера площади (поземельная), предназначенная для измерения сенных покосов. Традиционно равнялась 1/10, реже 1/20 части десятины.
Изначала применялась для подсчёта количества собранного сена, затем трансформировалась в единицу измерения площади покоса. В докладе Поместного приказа о составлении наказа писцам в 1682—1683 гг. указано: «Где сенные покосы писаны копнами, а не десятинами, и в тех местах отмеривать по десятине». Двести копен образовывали одну обжу. Копна являлась очень приближённой мерой, так как количество сена, собираемого с покоса, зависело от его расположения, влажности, освещённости солнцем, правильности скоса и заготовки сена. Например, на болотистых покосах собирали до 50-60 копен сена с десятины.
Кроме того, существовали копны разной массы и размера. Вообще имелось три размера копен— двухсаженные или мерные (15 пудов сена), волоковые или двойные (10 пудов сена) и малые волоковые или мелкие (5 пудов сена). Последние и применялись при подсчёте количества копен на одну десятину. Имеются данные о трёхпудовых копнах. «По переписнымъ книгамъ 7186[1678] года значилось за монастыремъ симъ 9 крестьяскихъ дворовъ и въ нихъ 74 человѣка мужеска пола; земли 35 четвертей, а сѣнокосу на 360 копенъ или 1080 пудовъ». Кроме сена, в копнах также измерялось количество озимого или ярового хлеба. 5 малых волоковых копен равнялись одному возу сена.
Сенной покос в одну десятину или 10 копен позволял крестьянину содержать десять овец или двух коров, поэтому количество копен в покосе примерно определяло зажиточность владельца. В Якутии применялась аналогичная копне мера площади, называемая «бугул».